# سرزمین‌های اقیانوس هند استرالیا
سرزمین‌های اقیانوس هند استرالیا (به انگلیسی: Australian Indian Ocean Territories) یک منطقهٔ مسکونی در استرالیا است. سرزمین‌های اقیانوس هند استرالیا ۱۴۹ کیلومتر مربع مساحت و ۲٬۳۸۷ نفر جمعیت دارد.